# Pentatonix
Pentatonix is een Amerikaanse a-capellagroep, bestaande uit Scott Hoying, Kirstin Maldonado, Mitch Grassi, Matthew Sallee en Kevin Olusola. Matthew Sallee volgde in 2017 zanger Avi Kaplan op als bas.
Oorspronkelijk komt de groep uit Arlington, Texas. De groep won het derde seizoen van The Sing-Off op NBC in 2011. Hierin zong het een a-capella-arrangement van "Eye of the Tiger" origineel van de band Survivor. Pentatonix won $ 200.000 en een platencontract bij Sony.
Het debuutalbum PTX Vol. 1 (2012), stond op nummer 14 in de Billboard 200 en het tweede album PTX Vol. 2 (2013), kwam op nummer 10 in de Billboard 200. In 2014 kwamen het derde album en een kerstalbum van de groep uit.

## Geschiedenis

### Achtergrond en naam
Pentatonix startte met drie vrienden die samen opgroeiden: Kirstin "Kirstie" Maldonado, Mitch Grassi, en Scott Hoying op de Martin High School in Arlington, Texas. Ze hadden op een lokale radioshow gehoord dat zij een wedstrijd hielden om de cast van Glee te ontmoeten, dus maakten ze een trio-versie van "Telephone" en stuurden het op. Hoewel ze deze wedstrijd niet wonnen, was de aandacht toch gewekt op school, waar ze begonnen op te treden. Na hun versie van "Telephone", die veel aandacht kreeg op YouTube, gingen ze verder met optreden.
Scott Hoying en Kirstie Maldonado studeerden af op de Martin High School in 2010. Hoying ging naar de University of Southern California (USC) om zijn bachelor te halen in Popular Music en Maldonado ging een master Musical Theatre volgen op The University of Oklahoma. Grassi, het jongste lid van het trio, zat nog in zijn laatste jaar van de middelbare school. Op USC zong Scott Hoying bij een a-capellagroep SoCal VoCals. Hij ontdekte de The Sing-Off via een ander groepslid, Ben Bram (zowel de producer, schrijver van de arrangementen als geluidstechnicus) en wilde auditie doen voor deze show. Hij vroeg Kirstie Maldonado en Mitch Grassi om mee te doen, maar de show wilde minstens vier groepsleden. Ben Bram gaf het trio de suggestie om twee groepsleden erbij te zoeken: een bas en een beatboxer. Via een gezamenlijke vriend van Scott Hoying werd Avriel "Avi" Kaplan, een binnen de a capella al bekende en zeer gewaardeerde zanger, bereid gevonden mee te doen. Kaplan heeft een zogeheten basso profundo stem, een bas met een extreem laag register. Vervolgens vonden ze Kevin Olusola via YouTube. Hij had een video waarin hij beatboxte en tegelijkertijd cello speelde. Deze video werd bekend (deze heet "celloboxing".) Kevin studeerde af op Yale, Pre-Med, en spreekt vloeiend Mandarijn na een jaar in China te hebben gestudeerd.
Eén dag voor de audities van het derde seizoen van The Sing-Off, ontmoette de groep elkaar. Mitch Grassi ging niet naar zijn proclamatie, zodat hij op tijd zou zijn voor de audities. Ze deden een uitstekende auditie en wonnen uiteindelijk de titel in 2011 (seizoen 3).
Pentatonix, een idee van Scott Hoying, is vernoemd naar de pentatonische schaal, een muzikale toonreeks met vijf noten per octaaf. De groep vond dat de vijf noten van de schaal bij hen paste. Ze vervingen de laatste letter met een x om het aantrekkelijker te maken. Het vijftal haalt inspiratie uit popmuziek, dubstep, electro, reggae en hiphop.
Op 12 mei 2017 maakte Avi Kaplan bekend dat hij de band zou verlaten, om zo meer tijd te maken voor zijn familie. Matthew Sallee volgde in 2017 zanger Avi Kaplan op als bas.
In 2023 kreeg de groep een ster op de Hollywood Walk of Fame.

### The Sing-Off (2011)

#### Optredens
Pentatonix bracht de volgende liedjes in The Sing Off. [Noot: in Episode 1 en 3 hebben ze niet opgetreden]:
| Aflevering  | Thema               | Lied                                                                   | Originele artiest                        |
| ----------- | ------------------- | ---------------------------------------------------------------------- | ---------------------------------------- |
| 2           | Signature Songs     | "E.T"                                                                  | Katy Perry                               |
| 4           | Hits van dit moment | "Your Love is My Drug"                                                 | Ke$ha                                    |
| 4           | jaren 60 favorieten | "Piece of My Heart"                                                    | Erma Franklin (credited to Janis Joplin) |
| 5           | Guilty Pleasures    | "Video Killed the Radio Star"                                          | The Buggles                              |
| 6           | Hip-Hop             | "Love Lockdown"                                                        | Kanye West                               |
| 7           | Superstar Medleys   | Medley van "Oops!... I Did It Again", "Toxic" and "Hold It Against Me" | Britney Spears                           |
| 8           | Rock classics       | "Born to Be Wild"                                                      | Steppenwolf                              |
| 8           | Country hits        | "Stuck Like Glue"                                                      | Sugarland                                |
| 9           | R&B                 | "OMG"                                                                  | Usher (featuring will.i.am)              |
| 9           | R&B                 | "Let's Get It On"                                                      | Marvin Gaye                              |
| 10          | Mastermix Medleys   | "Forget You" / "Since U Been Gone"                                     | Cee Lo Green / Kelly Clarkson            |
| 10          | Keuze van de jury   | "Dog Days Are Over"                                                    | Florence and the Machine                 |
| 11 (Finale) | Eerste optreden     | "Without You"                                                          | David Guetta (feat. Usher)               |
| 11 (Finale) | Tweede optreden     | "Give Me Just One Night (Una Noche)"                                   | 98 Degrees (sung with host Nick Lachey)  |
| 11 (Finale) | Winnaarslied        | "Eye of the Tiger"                                                     | Survivor                                 |

### Tournee
In 2012 na de sing-off ging de band voor het eerst op tournee, de tour was uitverkocht. De openingsact bestond uit Alexander Cardinale en SJ Acoustic Music. De band ging een tweede keer op tournee in 2013 en schreef hierbij originele nummers voor het album PTX vol.2.
In 2014 ging de band voor het eerst op tournee in Europa, Zuidoost-Azië, Canada en in Amerika.
In 2015 begonnen ze in Noord-Amerika met hun 'On My Way Home tour', die begon op 25 februari 2015 in Californië. De groep ging voor het tweede deel van de tour naar Europa, waar ze startten op 9 april in Portugal. Na een korte pauze vervolgden ze te tournee in Zuidoost-Azië in Seoul, Zuid-Korea op 28 mei. Ze eindigden op 16 juni.
Pentatonix opende in dat jaar ook voor Kelly Clarkson's 'Piece by Piece tour'. De tour werd vroegtijdig afgebroken, omdat Kelly rust nodig had voor haar stem.
In 2016 ging Pentatonix opnieuw op tournee om hun originele album 'Pentatonix' te promoten met de 'Pentatonix World Tour' met Us The Duo.

## Albums

### Volledige albums
| Albumdetails                                          |            |                       |                           |    |    |
| Albumdetails                                          | US Hot 200 | US Top Digital Albums | US Top Independent Albums | FR | NZ |
| ----------------------------------------------------- | ---------- | --------------------- | ------------------------- | -- | -- |
| PTX, Volume 1 - Kwam uit op: 26 juni 2012             | 14         | 5                     | 2                         | -  | -  |
| PTXmas - Kwam uit op: 13 november 2012                | 7          | 1                     | -                         | -  | 35 |
| PTX, Vol. II - Kwam uit op: 5 november 2013           | 10         | 2                     | 1                         | 32 | 2  |
| PTX, Vol. III - Kwam uit op: 23 september 2014        | 5          | 3                     | -                         | -  | 19 |
| That’s Christmas to me - Kwam uit op: 21 oktober 2014 | 2          | 1                     | -                         | -  | 23 |
| Pentatonix - Kwam uit op: 16 oktober 2015             | 1          | -                     | -                         | -  | -  |
| A Pentatonix Christmas - Kwam uit op: 21 oktober 2016 |            |                       |                           |    |    |
| PTX Presents: Top Pop, Vol. I - Kwam uit begin 2018   |            |                       |                           |    |    |

### Singles
| Jaar | Single                          | Top plaatsen | Top plaatsen | Top plaatsen | Top plaatsen | Top plaatsen | Album                   |
| Jaar | Single                          | CAN          | FR           | NZ           | USA          | AUT          | Album                   |
| ---- | ------------------------------- | ------------ | ------------ | ------------ | ------------ | ------------ | ----------------------- |
| 2014 | "Mary, Did You Know?"           | -            | -            | -            | 26           | -            | That's Christmas to Me  |
| 2013 | "Daft Punk"                     | -            | 105          | -            | -            | -            | PTX, Vol. II            |
| 2013 | "Little Drummer Boy"            | 56           | -            | 39           | 13           | 8            | PTXmas (Deluxe edition) |
| 2013 | "Royals"                        | -            | -            | -            | -            | -            |                         |
| 2012 | "Gangnam Style (Live) - Single" | -            | -            | -            | -            | -            |                         |

Liedjes die voorkomen in de "Daft Punk"-medley zijn:
- Technologic
- One More Time
- Get Lucky
- Digital Love
- Harder, Better, Faster, Stronger
- Television Rules The Nation
- Around The World

## Trivia
- Deze band moet niet verward worden met de Canadese band 'Pentatonics', die traditionele Chinese instrumentale muziek maakt.